# Taxodium
Taxodium este un gen de conifere din familia Taxodiaceae.

## Legături externe
Materiale media legate de Taxodium la Wikimedia Commons
- „Taxodium” în Dicționar dendrofloricol la DEX online